# Решетникова (Слободо-Туринський район)
Реше́тникова (рос. Решетникова) — присілок у складі Слободо-Туринського району Свердловської області. Входить до складу Слободо-Туринського сільського поселення.
Населення — 439 осіб (2010, 459 у 2002).
Національний склад населення станом на 2002 рік: росіяни — 86 %.